# Santa Magdalena
Santa Magdalena is een gemeente in de Filipijnse provincie Sorsogon in het zuidoosten van het eiland Luzon. Bij de laatste census in 2007 had de gemeente ruim 15 duizend inwoners.

## Geografie

### Bestuurlijke indeling
Santa Magdalena is onderverdeeld in de volgende 14 barangays:
| - Barangay Poblacion I - Barangay Poblacion II - Barangay Poblacion III - Barangay Poblacion IV - La Esperanza - Peñafrancia - Salvacion | - San Antonio - San Bartolome - San Eugenio - San Isidro - San Rafael - San Roque - San Sebastian |

## Demografie
Santa Magdalena had bij de census van 2007 een inwoneraantal van 15.425 mensen. Dit zijn 802 mensen (5,5%) meer dan bij de vorige census van 2000. De gemiddelde jaarlijkse groei komt daarmee uit op 0,74%, hetgeen lager is dan het landelijk jaarlijks gemiddelde over deze periode (2,04%). Vergeleken met de census van 1995 is het aantal mensen met 1.525 (11,0%) toegenomen.

De bevolkingsdichtheid van Santa Magdalena was ten tijde van de laatste census, met 15.425 inwoners op 43,5 km², 354,6 mensen per km².